# Сан Лоренцо (Вербано-Кузио-Осола)
Сан Лоренцо је насеље у Италији у округу Вербано-Кузио-Осола, региону Пијемонт.
Према процени из 2011. у насељу је живело 85 становника. Насеље се налази на надморској висини од 986 м.